# Witold Latusek
Witold Latusek (ur. 23 września 1970 w Sanoku) – polski działacz samorządowy i przedsiębiorca, w latach 2010–2012 członek zarządu województwa małopolskiego IV kadencji.

## Życiorys
W 1990 ukończył naukę w Zespole Szkół Mechanicznych w Sanoku, uzyskując tytuł technika mechanika o specjalności obróbka skrawaniem. Absolwent Akademii Górniczo-Hutniczej w Krakowie, ukończył kursy z zarządzania projektami unijnymi i sporządzania studium wykonalności. Odbył także studia typu MBA. Przez 14 lat prowadził działalność gospodarczą w zakresie zarządzania projektami doradczymi i konsultingowymi, pracował też jako koordynator projektów finansowanych ze środków Unii Europejskiej. Był zatrudniony w Urzędzie Marszałkowskim Województwa Małopolskiego, w tym od 2016 do 2017 jako doradca marszałka województwa. Zasiadał w zarządach i radach nadzorczych różnych spółek, m.in. Małopolskiej Agencji Rozwoju Regionalnego i szpitala miejskiego w Rabce-Zdroju. Później został dyrektorem tego szpitala.
Zaangażował się w działalność polityczną w ramach Platformy Obywatelskiej, zajmował stanowisko wiceprzewodniczącego jej struktur w Krakowie. 2 grudnia 2010 powołany na członka zarządu województwa małopolskiego, odpowiedzialnego za edukację, sport, kulturę i nadzór właścicielski. 23 kwietnia 2012 odwołany ze stanowiska. W kolejnym roku został zawieszony w prawach członka PO w związku z udzieleniem wywiadu krytycznego wobec lokalnych władz partyjnych (karę zamieniono ostatecznie na naganę). Później został sekretarzem samorządowego stowarzyszenia Wspólna Małopolska, w 2018 był pełnomocnikiem finansowym jego komitetu wyborczego.